# Gepard-Klasse (1981)
Die Gepard-Klasse (auch als Klasse 143A bezeichnet) war eine Klasse von zehn Flugkörperschnellbooten der Deutschen Marine.

## Geschichte
Sie wurden aus der Albatros-Klasse (143) weiterentwickelt und sind mit dieser weitgehend baugleich.
Die zehn Boote der Klasse wurden von 1982 bis 1984 im 7. Schnellbootgeschwader in Dienst gestellt und waren seit 2006 die letzten Schnellboote der Deutschen Marine. Der Heimathafen war zuletzt der Marinestützpunkt Warnemünde in Rostock, bis das Geschwader am 16. November 2016 außer Dienst gestellt wurde.

## Bewaffnung
Die Gepard-Klasse war mit vier Seezielflugkörpern Exocet und dem Führungs- und Waffeneinsatzsystem Automatisches Gefechts- und Informationssystem für Schnellboote (AGIS) zur Koordinierung des Feuerkampfes mit anderen Einheiten ausgestattet. Die Mehrzweckgeschütze vom Kaliber 76 mm gaben den Booten auch eine für Schnellboote außergewöhnliche artilleristische Fähigkeit. Im Unterschied zur Vorläuferklasse verfügten die Boote über keine Torpedos mehr, dafür wieder über Minenlegekapazität. Das Raketenabwehrsystem RAM, das anstelle des hinteren Geschützturmes installiert wurde, verlieh ihnen einen erheblich verbesserten Eigenschutz. Allerdings kam dieses System erst etwa zehn Jahre nach der Indienststellung der Boote aufgrund von erheblichen Verzögerungen in der Entwicklung ab 1993 an Bord. Bis dahin waren sie aufgrund des einen fehlenden Geschützes schwächer bewaffnet als die Albatros-Klasse.

## Aufgabe
Die Boote der Gepard-Klasse wurden ursprünglich zur Küstenverteidigung und Überwachung von Nord- und Ostsee eingesetzt. Mit der konzeptionellen Neuorientierung der Bundeswehr von einer reinen Verteidigungsarmee hin zu einer ggf. weltweit einsetzbaren Eingreiftruppe genügen die Schnellboote nicht mehr den Anforderungen (Gründe: Ein-Wachen-System d. h. keine Schichtwechsel, eingeschränkte Seefähigkeit, geringe Durchhaltefähigkeit).
Ab 2008 wurden die Schnellboote der Gepard-Klasse zunächst durch fünf Korvetten der Braunschweig-Klasse ergänzt. Am 16. November 2016 wurde mit S80 Hyäne das letzte Boot des 7. (und letzten) Schnellbootgeschwaders außer Dienst gestellt.

## Verbleib
Die Schiffe Dachs und Nerz wurden an ein Unternehmen in Lübeck zur Verwertung verkauft. Die sieben nach der Auflösung des Geschwaders im Jahre 2016 im Marinearsenal Kiel aufgelegte Schiffe Frettchen, Hermelin, Hyäne, Ozelot, Puma, Wiesel und Zobel wurden 2023 von der VEBEG mit der Verpflichtung ausgeschrieben, die Verschrottung zu garantieren und keine Weiterverwendung zuzulassen. Den Zuschlag erhielt ein türkisches Unternehmen in Aliağa in der Türkei.
Die sieben Schiffe sollten mit dem Schwergutfrachter Happy Sky Ende November 2024 in der Türkei gebracht werden, um dort verschrottet zu werden. Die Verladung scheiterte, da die Reederei des Schwergutfrachters die Rümpfe der zu verladenden Schiffe einer Taucheruntersuchung unterzog. Diese Untersuchung zeigte, dass sich während der Liegezeit auf den Rümpfen eine dicke Muschelschicht angesammelt hatte, die ein sicheres Verladen mit Gurten nicht ermöglichte. Da eine Reinigung der Rümpfe im Wasser in Deutschland mit erheblichen Schwierigkeiten verbunden ist, verließ der Schwergutfrachter Kiel ohne Ladung. Auch eine frühere Verladung auf einen chinesischen Schwergutfrachter war bereits gescheitert.
Ein neuer Versuch startete im Sommer 2025.

## Einheiten
| Kennung | Name          | Indienststellung   | Außerdienststellung | Verbleib |
| ------- | ------------- | ------------------ | ------------------- | --- |
| P6121   | S71 Gepard    | 7. Dezember 1982   | 12. Dezember 2014   | Seit 18. Juni 2016 Museumsschiff im Deutschen Marinemuseum in Wilhelmshaven.                                              |
| P6122   | S72 Puma      | 24. Februar 1983   | 14. Dezember 2015   | Marinearsenal Kiel, sollte im November 2024 zur Verschrottung in die Türkei verbracht werden                              |
| P6123   | S73 Hermelin  | 28. April 1983     | 16. November 2016   | sollte im November 2024 zur Verschrottung in die Türkei verbracht werden                                                  |
| P6124   | S74 Nerz      | 14. Juli 1983      | 31. März 2012       | in Lübeck verschrottet |
| P6125   | S75 Zobel     | 29. September 1983 | 16. November 2016   | sollte im November 2024 zur Verschrottung in die Türkei verbracht werden                                                  |
| P6126   | S76 Frettchen | 16. Dezember 1983  | 16. November 2016   | sollte im November 2024 zur Verschrottung in die Türkei verbracht werden                                                  |
| P6127   | S77 Dachs     | 22. März 1984      | 31. März 2012       | in Lübeck verschrottet |
| P6128   | S78 Ozelot    | 25. Mai 1984       | 18. Dezember 2014   | Im August 2022 über VEBEG zum Verkauf angeboten, sollte im November 2024 zur Verschrottung in die Türkei verbracht werden |
| P6129   | S79 Wiesel    | 12. Juli 1984      | 14. Dezember 2015   | Marinearsenal Kiel, sollte im November 2024 zur Verschrottung in die Türkei verbracht werden                              |
| P6130   | S80 Hyäne     | 13. November 1984  | 16. November 2016   | sollte im November 2024 zur Verschrottung in die Türkei verbracht werden                                                  |